# Evan Dimas
Evan Dimas (Surabaya, 13 marzo 1995) è un calciatore indonesiano, centrocampista del Bhayangkara Surabaya United.

## Carriera

### Club
Ha giocato nella prima divisione indonesiana.

### Nazionale
Ha esordito in nazionale l'11 novembre 2014 nell'amichevole Indonesia-Timor Est (4-0).

## Statistiche

### Cronologia presenze e reti in nazionale
| Cronologia completa delle presenze e delle reti in nazionale ― Indonesia | Cronologia completa delle presenze e delle reti in nazionale ― Indonesia | Cronologia completa delle presenze e delle reti in nazionale ― Indonesia | Cronologia completa delle presenze e delle reti in nazionale ― Indonesia | Cronologia completa delle presenze e delle reti in nazionale ― Indonesia | Cronologia completa delle presenze e delle reti in nazionale ― Indonesia | Cronologia completa delle presenze e delle reti in nazionale ― Indonesia | Cronologia completa delle presenze e delle reti in nazionale ― Indonesia |
| Data                                                                     | Città                                                                    | In casa                                                                  | Risultato                                                                | Ospiti                                                                   | Competizione                                                             | Reti                                                                     | Note                                                                     |
| ------------------------------------------------------------------------ | ------------------------------------------------------------------------ | ------------------------------------------------------------------------ | ------------------------------------------------------------------------ | ------------------------------------------------------------------------ | ------------------------------------------------------------------------ | ------------------------------------------------------------------------ | ------------------------------------------------------------------------ |
| 15-10-2019                                                               | Gianyar                                                                  | Indonesia                                                                | 1 – 3                                                                    | Vietnam                                                                  | Qual. Mondiali 2022                                                      | -                                                                        |                                                                          |
| 29-5-2021                                                                | Dubai                                                                    | Indonesia                                                                | 1 – 3                                                                    | Oman                                                                     | Amichevole                                                               | 1                                                                        | Cap. 68’                                                                 |
| 9-12-2021                                                                | Singapore                                                                | Indonesia                                                                | 4 – 2                                                                    | Cambogia                                                                 | AFF Suzuki Cup 2020 - 1º turno                                           | 1                                                                        | cap. 72’                                                                 |
| Totale                                                                   |                                                                          | Presenze                                                                 | 3                                                                        |                                                                          | Reti                                                                     | 2                                                                        |                                                                          |